# Ли Ка-шинг
Ли Ка-шинг (иер. 李嘉誠, кант.-рус. Лэй Касин, ютпх. Lei5 Gaa1-sing4, кит.-рус. Ли Цзячэн; англ. Li Ka-shing; род. 13 июня 1928) — гонконгский предприниматель и филантроп, один из самых влиятельных бизнесменов Азии (в деловых кругах имеет прозвище «Супермен»). По состоянию на 2012 год являлся самым богатым человеком Гонконга и Азии, а также занимал девятое место среди богатейших людей мира (по оценке журнала Forbes капитал Ли Ка-шинга составлял 25,5 млрд долларов). В 2013 году с состоянием 30,2 млрд долл. сохранил за собой титул богатейшего человека Азии. В настоящее время является председателем правления компаний Cheung Kong Group и Hutchison Whampoa, капитализация которых составляет около 15 % гонконгского фондового рынка (кроме того, структуры Ли Ка-шинга построили в Гонконге каждую седьмую квартиру, они контролируют 70 % грузооборота гонконгского порта, имеют существенные доли на рынке розничной торговли, мобильной связи и электроэнергетики). В компаниях Ли Ка-шинга занято более 270 тыс. человек, работающих в 53 странах мира. В 2019 году Forbes включил Ли в список самых щедрых филантропов за пределами США.

## Биография
Ли Ка-шинг родился 13 июня (по другим данным — 29 июля) 1928 года в уезде Чаоань китайской провинции Гуандун в бедной семье школьного учителя, в 10 лет чудом оправился от туберкулёза. В 1940 году, спасаясь от японского вторжения и тягот войны, семья Ли бежала в Британский Гонконг, где их приютил зажиточный родственник. В 1942 году (по другим данным — в 1943 году) отец Ли, не имея возможности платить за лечение, умер от туберкулёза, и подростку, даже не окончившему пяти классов, пришлось торговать ремешками для часов, а вскоре устроиться на фабрику по производству пластмассовых цветов. Ли работал по 16 часов в день на вредном производстве — штамповке и раскраске искусственных роз, а после смены посещал вечернюю школу.

### Начало предпринимательской деятельности
Не имея специализированного образования, Ли Ка-шинг начал свою карьеру предпринимателя с розничной торговли (скопив мизерный стартовый капитал, он ушёл с фабрики и стал торговать искусственными цветами), а в 1950 году, имея 8,7 тыс. долл. (стоимость хорошего автомобиля), уже возглавил компанию по производству пластмассовых изделий Cheung Kong или «Чанцзян». Бизнес начал быстро расти, когда Cheung Kong стала экспортировать искусственные цветы в США, а также наладила выпуск пластмассовых игрушек, мыльниц и расчёсок (дизайн моделей Ли черпал из зарубежных каталогов). На полученные доходы Ли Ка-шинг стал приобретать недвижимость в колонии, которая резко подешевела в 1967 году из-за оттока британского капитала, напуганного «культурной революцией» и волнениями в Гонконге. Чтобы не переплачивать за землю, Ли предлагал владельцам участков долю в тех объектах, которые он собирался строить на этом месте (а это, в основном, было дешёвое жильё для беженцев из материкового Китая и различные офисные помещения). К концу 1970-х годов Ли, продавший к тому времени пластмассовое производство, превратился в крупнейшего частного девелопера колонии (только за 1972—1978 года Cheung Kong увеличила свой капитал с 84 млн до 700 млн гонк. долл.).
Одной из составных частей успеха Ли Ка-шинга были его личные качества: трудолюбие, усердность и порядочность. Ли говорил: «Если вы будете поддерживать хорошую репутацию, усердно трудиться, будете хорошим человеком и будете держать ваши обещания, то ваш бизнес будет развиваться намного легче» и «Ваша и вашей компании хорошая репутация — это неоценимый актив, не отражённый в балансовых отчётах». Другой его известной цитатой была фраза «Самое большое удовольствие для меня — это упорно трудиться и получать больше прибыли».

### Построение деловой империи
В 1979 году Ли Ка-шинг стал первым китайским бизнесменом, который купил (у The Hongkong and Shanghai Banking Corporation) крупную британскую компанию Гонконга — Hutchison Whampoa или «Хэцзи Хуанпу» (в 1975 году её оборотный капитал составлял 805 млн гонк. долл., вложенных в торговлю, недвижимость, складское хозяйство, портовую инфраструктуру, производство прохладительных напитков, разработку недр и финансовый сектор). Под его руководством реорганизованная компания выросла в крупнейшего в мире частного оператора портов, а также в крупную торговую, строительную, телекоммуникационную и энергетическую транснациональную корпорацию. В 1980-х годах Ли Ка-шинг сосредоточился на биржевых операциях и начал инвестировать в новые сферы экономики. Особенностью тактики Ли Ка-шинга было то, что он предугадывал те сферы бизнеса, которые в будущем станут прибыльными, и вкладывал в них деньги, а когда стоимость приобретённой компании достигала максимума — продавал её. Также Ли стал известен благодаря своей приверженности к передовым технологиям. По этому поводу он говорил: «Человек, инвестирующий в технологии, чувствует себя моложе».
В 1985 году Ли Ка-шинг стал акционером энергетической компании Hongkong Electric, а другая его компания, Hutchison Telecom, стала первым в мире оператором аналоговой мобильной связи стандартов AMPS и TACS. В 1987 году Ли Ка-шинг впервые появился в рейтинге миллиардеров журнала Forbes и стал совладельцем крупной канадской нефтегазовой корпорации Husky Oil (в 1991 году сосредоточил у себя её контрольный пакет).
Выйдя на рынок мобильной связи Великобритании, Ли Ка-шинг в 1991 году приобрёл убыточный сервис Rabbit, «раскрутил» его под брендом Orange и в 1999 году продал за 14,6 млрд долл. немецкому концерну Mannesmann AG. Вскоре группа Hutchison вернулась на телекоммуникационный рынок Великобритании и купила лицензию на работу с беспроводным интернетом.
В 1992 году Ли Ка-шинг встречался с Дэн Сяопином, совершавшим поездку по южному Китаю, что ещё раз подчеркнуло ту важную роль, которую играл бизнесмен в гонконгско-китайских отношениях. В 1995 году Ли вошёл в комиссию по подготовке передачи Гонконга под суверенитет Китая. В 1996 году компания Ли Ка-шинга Hutchison Port Holdings установила контроль над портами Кристобаль и Бальбоа по обеим концам Панамского канала.
В 1998 году общий объём продаж в торговых сетях, подконтрольных Ли Ка-шингу, составил 2,7 млрд долларов, а грузооборот его контейнерных портов — 14,1 млн TEU. В 2000 году рыночная капитализация компаний Ли Ка-шинга превысила 100 млрд долл., составив 10 % от общей рыночной капитализации всех гонконгских компаний.

### Деятельность в XXI веке
В 2000 году Ли Ка-шинг провёл неудачное размещение акций своей компании TOM Group, но в дальнейшем его инвестиции в высокотехнологическом секторе были вполне успешны. В 2005 году он инвестировал в сервис Skype, в 2007 году — в социальную сеть Facebook, в 2009 году — в компанию Siri (в 2010 году её поглотила корпорация Apple), затем — в музыкальный сервис Spotify, навигационный сервис Waze, видеоредактор Magisto и гидроизолирующее оборудование HzO. В 2012 году инвестировал 300 тыс. долл. в идеи 15-летнего программиста Ника Д’Алойсио.
Не оставил без своего внимания Ли Ка-шинг и традиционные сектора экономики, в том числе и в переживавшей финансовый кризис Европе. В 2010 году структуры Ли за более чем 9 млрд долл. приобрели у французской компании Électricité de France её британские электроэнергетические активы, в 2011 году купили британскую Northumbrian Water Group (водоснабжение и канализация), в 2012 году — австрийского мобильного оператора Orange Austria. Также в 2012 году Ли Ка-шинг сделал крупные вложения в Австралии — купил сельскохозяйственную торговую компанию Peaty Trading Group, три виноградника и крупнейшего производителя соли Cheetham Salt.
Но Ли Ка-шинг не только активно покупал, но и удачно продавал активы. В 2006 году он продал 20 % акций компании Hutchison Port Holdings сингапурской корпорации PSA International (Port of Singapore Authority), а в 2007 году — свой пакет акций в индийском операторе мобильной связи Hutchison Essar британской группе Vodafone за более чем 11 млрд долларов.
Со временем Ли всё больше стал сосредотачиваться на стратегическом планировании, стараясь отойти от текущих дел группы (как он сам говорил в одном из интервью: «Я провожу больше времени, планируя завтрашний день, чем решая сегодняшние цели»). В 2012 году на выборах главы Гонконга Ли Ка-шинг поддержал пропекинского кандидата Генри Тана.

### Структура активов
- Недвижимость — оператор недвижимости Hutchison Whampoa Property (жилые комплексы Whampoa Garden, Laguna City, South Horizons, Rambler Crest и Caribbean Coast, офисный комплекс Cheung Kong Center), гостиничный оператор Harbour Plaza Hotel Management (сеть отелей Harbour Plaza).
- Розничная торговля — парфюмерно-косметическая сеть Watson’s, сети супермаркетов Park-n-Shop, Gourmet, Taste и Great, сеть магазинов по продаже вин и сигар Watson`s Wine Cellar, сеть магазинов бытовой электроники Fortress.
- Логистика — портовый оператор Hutchison Port Holdings, грузовой терминал Hong Kong Air Cargo Terminals.
- Телекоммуникации — оператор мобильной связи и интернет-провайдер Hutchison Telecommunications International, интернет-провайдеры Hutchison Global Communications и TOM Online.
- Энергетика и нефтегазовая промышленность — энергетические компании Power Assets Holdings, Hongkong Electric, Power Assets Investments и Associated Technical Services, канадская нефтегазовая компания Husky Energy, оператор проектов в энергетике, транспортной инфраструктуре и водоснабжении Cheung Kong Infrastructure Holdings.
- Пищевая промышленность — производитель питьевой воды Watson`s Water, производитель соков Mr. Juicy.
- Машиностроение и электроника — судостроительная компания Hong Kong United Dockyard, производитель игрушек, сувениров, телекоммуникационных аксессуаров и электроники Hutchison Harbour Ring, британский производитель мобильных телефонов INQ.
- Производство стройматериалов — цементная компания Green Island Cement.
- Биотехнологии — биотехнологическая компания CK Life Sciences International.
- Средства массовой информации — медиа-холдинг TOM Group, развлекательный телеканал China Entertainment Television, радиовещательная корпорация Metro Broadcast Corporation.
- Реклама — оператор наружной рекламы TOM Outdoor Media Group.
- Финансовые услуги — страховая компания Ming An Holdings, инвестиционная компания Horizons Ventures.

Рискованные инвестиции, проходящие через Horizons Ventures, а также другие возможные потери Ли Ка-шинг оформляет на себя, а все гарантированно доходные вложения передаёт своему фонду Li Ka Shing Foundation.

### Благотворительная деятельность
Пережив в детстве нищету и болезни, не получив образования, Ли Ка-шинг, разбогатев, стал крупным филантропом. В одном из интервью он сказал ставшую знаменитой фразу: «Будущее складывается из множества составляющих, но рождается оно в сердцах и умах людей. Поэтому думать нужно не только о достижении собственных целей, но и о судьбе всего человечества».
В 1980 году Ли Ка-шинг организовал благотворительный фонд своего имени (Li Ka Shing Foundation), который пожертвовал миллионы долларов университетам и больницам Восточной Азии и Северной Америки. Например, уже в 1981 году он выделил 3 млн долл. на строительство университета Шаньтоу, затем последовали крупные пожертвования библиотеке Сингапурского университета менеджмента (позже названной именем мецената), Сингапурскому национальному университету, Гонконгскому университету (именем Ли Ка-шинга назван медицинский факультет вуза), Калифорнийскому университету в Беркли и Альбертскому университету. Также Ли Ка-шинг оказывал поддержку жертвам цунами в Индийском океане (2004), наводнения в родном Чаочжоу (2006) и землетрясения в Сычуани (2008), закупая медикаменты и предметы первой необходимости, финансируя восстановление жилья и коммуникаций. В 2009 году Ли пожертвовал 15 млн долл. на сооружение китайского павильона для проведения Всемирной выставки ЭКСПО-2010 в Шанхае. Всего через свой фонд, общая стоимость активов которого составляет 8,3 млрд долл., Ли выделил грантов на поддержку образования, здравоохранения и культуры на сумму более 1,6 млрд долл. (около половины средств пошло на финансирование медицинских учреждений и исследования в области здравоохранения, около 2/5 — на финансирование учебных заведений и образовательных программ).
|                                                                 |                                                                          |                                              |                                                                   |                            |
| Медицинский факультет им. Ли Ка-шинга Гонконгского университета | Исследовательский центр рака им. Ли Ка-шинга в Кембридже, Великобритания | Медицинский колледж им. Ли Ка-шинга, Гонконг | Библиотека им. Ли Ка-шинга Сингапурского университета менеджмента | Университет Шаньтоу, Китай |

## Оценка деятельности
Впервые о возможных связях Ли Ка-шинга с официальным Пекином заговорили в 1979 году, когда он купил крупную корпорацию Hutchison Whampoa (такая масштабная сделка не могла пройти без одобрения властей Великобритании и Китая, тем более в разгар переговоров о дальнейшей судьбе британской колонии).
Связи Ли с высокопоставленными должностными лицами Китая и Гонконга (одно время он входил в совет директоров государственной корпорации CITIC), которые лоббировали интересы его бизнеса, а также попытки влиять на политический климат Гонконга в угоду Пекину, нередко вызывали острую критику общественности. В США некоторые члены Конгресса высказывали озабоченность, что благодаря связям с высшим руководством КНР Ли Ка-шинг стал собственником портов в обоих концах Панамского канала, а это, в свою очередь, представляло угрозу национальной безопасности Соединённых Штатов.
Также правоохранительные органы США подозревали Ли Ка-шинга в передаче через свои компании западных секретных технологий Китаю и связях с гонконгскими триадами, в частности, через бизнесменов с сомнительной репутацией Генри Фока и Роберта Куока (первый промышлял контрабандой товаров и оружия, второй — наркобизнесом).
Часть профессоров и выпускников медицинского факультета Гонконгского университета выступала против того, чтобы факультету присвоили имя Ли Ка-шинга, тесно сотрудничавшего с коммунистическим режимом Китая.
Ли Ка-шинг является почётным доктором юриспруденции Кембриджского университета и почетным доктором Пекинского университета; в 1999 году стал почётным гражданином Пекина. В 2001 году Ли Ка-шинг был назван журналом Asiaweek «самым влиятельным человеком Азии». В 2006 году журнал Time включил его в почетный список «Герои Азии за последние 60 лет». В Гонконге бытует поговорка, что от каждого доллара, потраченного в городе, 5 центов идет в карман Ли Ка-шингу.

## Личная жизнь
Ли Ка-шинг, несмотря на личное состояние, очень скромен в быту, он до сих пор носит дешёвую обувь и пластмассовые часы. В молодости увлекался фотографией, среди его сегодняшних увлечений — гольф, садоводство, фэн-шуй, чтение книг по философии, истории, экономике и политике, коллекционирование фигурок мифического животного «Пи Яо» (Ли Ка-шинг говорил: «Я знаю как найти умиротворение в моём сердце и в моей душе. Если у меня будут кратковременные каникулы, я посвящу их чтению»). Ли проживает в двухэтажном особняке в гонконгском районе Рипалс-Бей, который делит с семьёй старшего сына, а работает в своём офисе, расположенном в небоскрёбе Чхёнкхон-сентер.
Жена Ли Ка-шинга Лэй Чон Ютмин (Ли Чжуан Юэмин), с которой он прожил 27 лет, умерла от сердечного приступа в 1990 году в возрасте 56 лет, и Ли больше никогда не вступал в брак. У Ли Ка-шинга двое сыновей — старший Виктор Ли (1964 г.р.), занимающий посты заместителя председателя в компаниях Cheung Kong (Holdings) и Hutchison Whampoa, и младший Ричард Ли (1966 г.р.), который имеет долю в семейном бизнесе, но руководит собственной корпорацией Pacific Century Group. Третьим своим «сыном» Ли называл благотворительный Li Ka Shing Foundation. Также у Ли Ка-шинга есть внуки — дети в семьях Виктора и Ричарда.
В 1996 году с целью получения выкупа был похищен сын Ли Ка-шинга Виктор. Ли сразу заплатил 1 млн гонк. долл., и сына освободили, а вскоре полиция материкового Китая задержала преступника, которого суд приговорил к смертной казни (согласно широко распространённой версии, Ли не стал связываться с гонконгской полицией, а напрямую обратился к высшему руководству Китая). В январе 2006 года бандиты из материкового Китая пытались похитить из могилы на буддистском кладбище (восточное побережье острова Гонконг) останки жены Ли с целью потребовать за них выкуп, но их план сорвался.

## Упоминания в массовой культуре
- Книга «The Miracle: The Epic Story of Asia’s Quest for Wealth» (2009) Майкла Шумана[9]
- Восковая фигура Ли Ка-шинга установлена в гонконгском Музее мадам Тюссо.